# Gallery of Suicide
Gallery of Suicide šesti je studijski album američkog death metal-sastava Cannibal Corpse. Album je 21. travnja 1998. godine objavila diskografska kuća Metal Blade Records. Prvi je album s gitaristom Patom O'Brienom.

## Popis pjesama
| 1.    | »I Will Kill You«          | Alex Webster                                     | Webster              | 2:48 |
| 2.    | »Disposal of the Body«     | Webster                                          | Webster              | 1:54 |
| 3.    | »Sentenced to Burn«        | Webster                                          | Webster              | 3:06 |
| 4.    | »Blood Drenched Execution« | George "Corpsegrinder" Fisher, Paul Mazurkiewicz | Pat O'Brien, Webster | 2:41 |
| 5.    | »Gallery of Suicide«       | Mazurkiewicz                                     | Jack Owen, Webster   | 3:55 |
| 6.    | »Dismembered and Molested« | Webster                                          | Owen, Webster        | 1:54 |
| 7.    | »From Skin to Liquid«      | instrumental                                     | O'Brien, Webster     | 5:30 |
| 8.    | »Unite the Dead«           | Webster                                          | Owen, Webster        | 3:05 |
| 9.    | »Stabbed in the Throat«    | Mazurkiewicz                                     | O'Brien              | 3:26 |
| 10.   | »Chambers of Blood«        | Webster                                          | Webster              | 4:11 |
| 11.   | »Headless«                 | Mazurkiewicz                                     | Webster              | 2:22 |
| 12.   | »Every Bone Broken«        | Mazurkiewicz                                     | Owen                 | 3:18 |
| 13.   | »Centuries of Torment«     | Webster                                          | Webster              | 4:05 |
| 14.   | »Crushing the Despised«    | Webster                                          | Owen                 | 1:57 |
| 44:12 |                            |                                                  |                      |      |

## Zasluge
Cannibal Corpse
- George "Corpsegrinder" Fisher - vokali
- Jack Owen - gitara
- Pat O'Brien - gitara
- Alex Webster - bas-gitara
- Paul Mazurkiewicz - bubnjevi

Ostalo osoblje
- Al Messerschmidt - fotografije
- Alison Mohammed - fotografije
- Brian Ames - dizajn
- Jim Morris - inženjer zvuka, mastering, miks, produkcija
- Vincent Locke - omot albuma